# Kapuśniki
Kapuśniki [pronunciación en polaco: /kapuɕˈniki/] es un pueblo ubicado en el distrito administrativo de Gmina Mochowo, dentro del Condado de Sierpc, Voivodato de Mazovia, en el este de Polonia central. Se encuentra aproximadamente a 10 kilómetros al norte de Mochowo, a 10 kilómetros al oeste de Sierpc, y a 122 kilómetros al noroeste de Varsovia.